# Neuroleon (Neuroleon) laufferi
Neuroleon (Neuroleon) laufferi is een insect uit de familie van de mierenleeuwen (Myrmeleontidae), die tot de orde netvleugeligen (Neuroptera) behoort. 
Neuroleon (Neuroleon) laufferi is voor het eerst wetenschappelijk beschreven door Navás in 1909.